# Zethus buyssoni
Zethus buyssoni är en stekelart som beskrevs av Adolpho Ducke 1905. Zethus buyssoni ingår i släktet Zethus och familjen Eumenidae. Inga underarter finns listade i Catalogue of Life.